# Base aérienne de Tchita-Nord-Ouest
La base aérienne de Tchita-Nord-Ouest (code OACI : UIAI), aussi appelé base de Tcheriomouchki, est une base des Forces aérospatiales russes situé dans le nord-ouest de Tchita, dans le kraï de Transbaïkalie.

## Historique
L'aéroport a été construit à la fin des années 1920 et accueillait auparavant des avions civils. Pendant la Seconde Guerre mondiale, des unités de la 12e armée de l'air étaient stationnées dans la base.
La piste a été reconstruite en 2014.